# Mikko Koivu
Mikko Koivu (12 marca 1983 w Turku) – fiński hokeista, reprezentant Finlandii, dwukrotny olimpijczyk.
Jego ojciec Jukka (ur. 1953) także był hokeistą i trenerem hokejowym. Starszy brat Saku (ur. 1974) również został hokeistą.

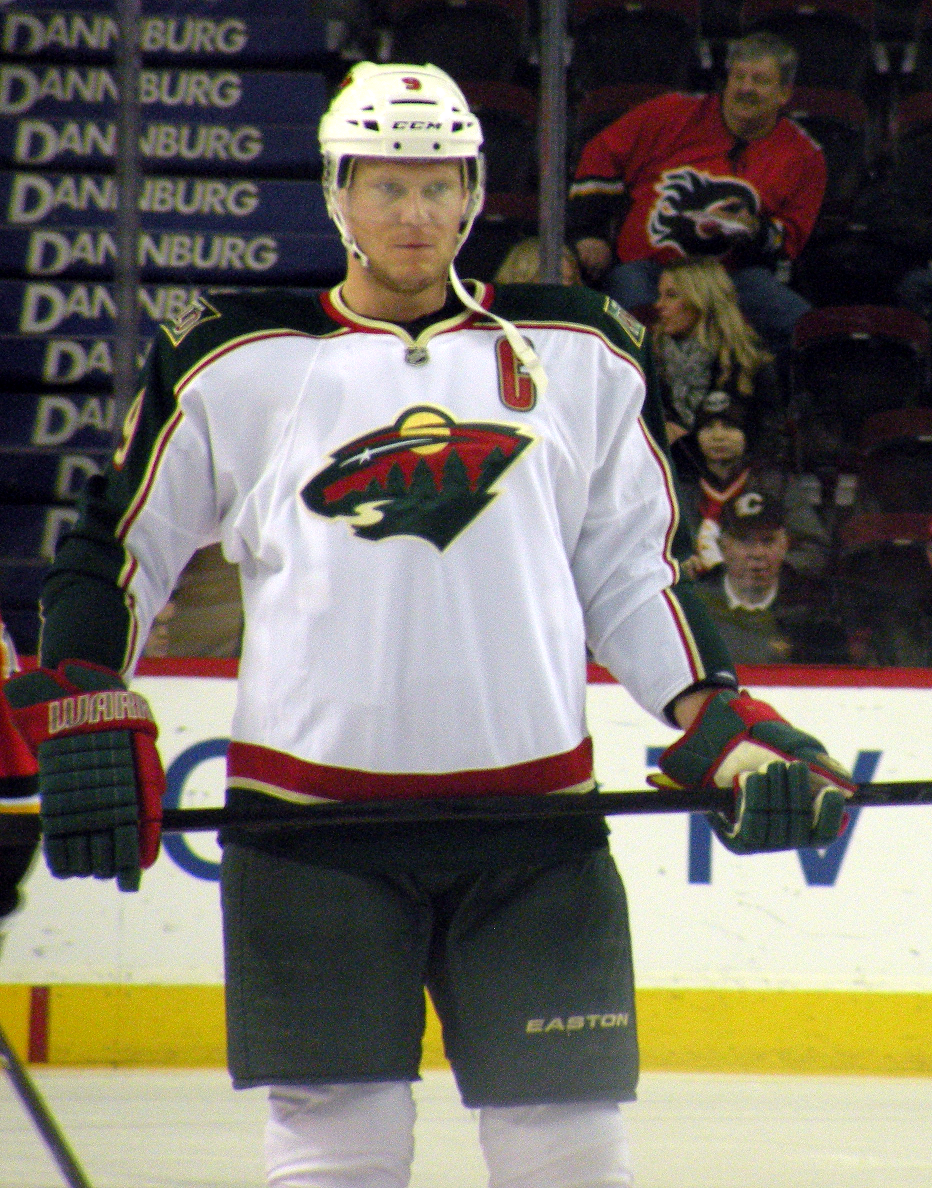
Mikko Koivu w barwach Minnesota Wild (2011)

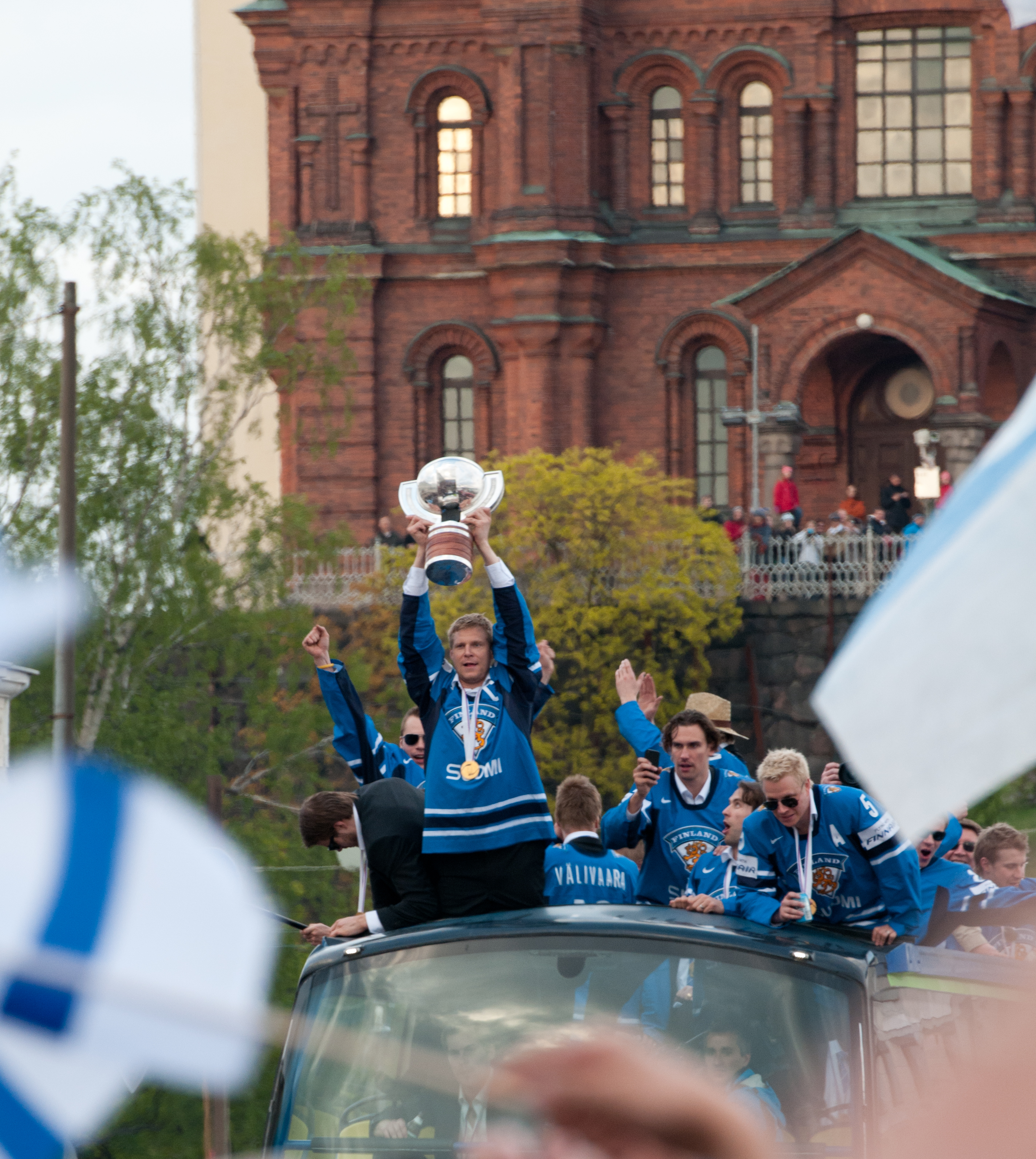
Mikko Koivu jako kapitan reprezentacji z trofeum za mistrzostwo świata 2011 podczas świętowania w Helsinkach

## Kariera klubowa
- TPS U16 (1997-1999)
- TPS U18 (1999-2001)
- TPS U20 (1999-2001)
- TPS (2000-2004)
- Houston Aeros (2004-2005)
- Minnesota Wild (2005-2020)
  -  TPS (2020)
- Columbus Blue Jackets (2020-)

Wychowanek klubu TPS. W zespole grał do 2004 w lidze SM-liiga. W drafcie NHL z 2001 został wybrany przez Minnesota Wild z numerem 6. W 2004 wyjechał do USA, pierwszy sezon rozegrał w zespole farmerskim w lidze AHL, a w 2005 rozpoczął grę w Minnesocie w rozgrywkach NHL. Od sezonu NHL (2009/2010) jest kapitanem drużyny. W lipcu 2010 przedłużył kontrakt z klubem o siedem lat. Od października 2012 na okres lokautu w sezonie NHL (2012/2013) związany kontraktem z macierzystym klubem TPS. Po 15 latach gry w Minnesocie w październiku 2020 przeszedł do Columbus Blue Jackets.

## Kariera reprezentacyjna
Uczestniczył w turniejach Pucharu Świata 2004, 2016, zimowych igrzysk olimpijskich 2006, 2010, mistrzostw świata w 2006, 2007, 2008, 2011, 2012, 2016 (w turniejach 2011, 2012, 2016 kapitan kadry). W 2014 kontuzja wykluczyła jego udział w igrzyskach olimpijskich 2014 w Soczi.

## Sukcesy
Reprezentacyjne
- Złoty medal mistrzostw świata juniorów do lat 18: 2000
- Brązowy medal mistrzostw świata juniorów do lat 18: 2001
- Srebrny medal mistrzostw świata juniorów do lat 20: 2001
- Brązowy medal Mistrzostw świata juniorów do lat 20: 2002
- Srebrny medal Pucharu Świata: 2004
- Srebrny medal zimowych igrzysk olimpijskich: 2006
- Brązowy medal mistrzostw świata: 2006, 2008
- Srebrny medal mistrzostw świata: 2007, 2016
- Brązowy medal zimowych igrzysk olimpijskich 2010
- Złoty medal mistrzostw świata: 2011

Klubowe
- Złoty medal mistrzostw Finlandii: 2001
- Srebrny medal mistrzostw Finlandii: 2002, 2004

Indywidualne
- Mistrzostwa Świata w Hokeju na Lodzie 2008/Elita:
  - Pierwsze miejsce w klasyfikacji kanadyjskiej w reprezentacji: 9 punktów[7]
  - Jeden z trzech najlepszych zawodników reprezentacji na turnieju
- Mistrzostwa Świata w Hokeju na Lodzie 2011/Elita:
  - Czwarte miejsce w klasyfikacji asystentów turnieju: 8 asyst[8]
  - Jeden z trzech najlepszych zawodników reprezentacji na turnieju
- Mistrzostwa Świata w Hokeju na Lodzie 2012/Elita:
  - Pierwsze miejsce w klasyfikacji kanadyjskiej w reprezentacji: 11 punktów[9]
  - Siódme miejsce w klasyfikacji asystentów turnieju: 8 asyst[10]
  - Jeden z trzech najlepszych zawodników reprezentacji na turnieju
- NHL (2011/2012):
  - NHL All-Star Game (wybrany, nie wystąpił)
- Karjala Cup 2012:
  - Skład gwiazd turnieju

## Służba wojskowa
W 2011 roku został powołany przez fińską armię do odbycia zasadniczej służby wojskowej.